# 迪特尔·埃克施泰因
迪特尔·埃克施泰因（德語：Dieter Eckstein，1964年3月12日—），德国前男子足球运动员，场上位置是前锋。他曾代表西德国家队参加1988年欧洲足球锦标赛，结果队伍止步半决赛。